# Ella Hammarsten Liedberg
Ella Hammarsten Liedberg (født 12. november 2004) er en svensk skuespillerinde. Hun er datter af skuespillerne Gustaf Hammarsten og Jessica Liedberg.
Hammarsten Liedberg har blandt andet medvirket i tv-serien Badehotellet. Hun har også medvirket i filmen Det är något som inte stämmer.